# 세라 바월
세라 바월(영어: Sarah Vowell, 1969년 12월 27일 ~ )은 미국의 작가, 방송인 겸 성우이다. 미국사에 관한 책을 여러 편 저술했다. 연기자로서는 애니메이션 《인크레더블》에서 바이올렛 역을 맡은 것으로 유명하다.